# Год как жизнь
«Год как жизнь» — советский широкоформатный художественный фильм, биографический фильм (2 серии) режиссёров Азербайжана Мамбетова и Григория Рошаля. Повествует об одном годе жизни основоположников научного коммунизма Карла Маркса и Фридриха Энгельса. Сценарий написан по мотивам романа Галины Серебряковой «Похищение огня».

## Сюжет
Фильм рассказывает о периоде в жизни Маркса и Энгельса в 1848—1849 годах. Начинается повествование с публикации «Манифеста». После французской революции Маркс выслан из Бельгии, а после начала революции в Германии переезжает в Кёльн и пытается поддержать товарищей изданием «Новой Рейнской газеты». Затем Марксу, преследуемому властями за его взгляды, приходится вместе с семьёй бежать в Лондон.

## В ролях
- Игорь Кваша — Карл Маркс
- Андрей Миронов — Фридрих Энгельс
- Руфина Нифонтова — Женни Маркс
- Алексей Алексеев — Вильгельм Вольф
- Василий Ливанов — Георг Веерт
- Анатолий Соловьёв — Карл Шаппер
- Владимир Балашов — Иосиф Молль
- Светлана Харитонова — Ленхен
- Лев Золотухин — Михаил Бакунин
- Ольга Гобзева — Даша
- Артём Карапетян — Мозес Гесс
- Дмитрий Миргородский — Георг Гервег
- Клара Лучко — Эмма Гервег
- Сергей Курилов — Генрих Гейне
- Алла Будницкая — Матильда Гейне
- Зиновий Гердт — Борнштедт
- Григорий Шпигель — Келлер
- Фёдор Никитин — Вальтер-Сократ
- Никита Михалков — Жюль
- Ариадна Шенгелая — Жаннета

## Съёмочная группа
- Режиссёры — Азербайжан Мамбетов, Григорий Рошаль
- Сценарист — Григорий Рошаль
- Операторы — Леонид Косматов, Александр Симонов
- Композитор — Дмитрий Шостакович
- Художник — Иосиф Шпинель
- Директор картины — Марк Шадур